# Канишка I
Кани́шка I (бактр. κανηϸκι [Kaniš̟ka-], древнекитайское 迦腻色伽) — кушанский царь, правивший с 103 по 125 год. Воцарился в возрасте 40 лет (таким образом годом его рождения мог быть 63) и прожил 62 года. Прославился как покровитель буддизма, при нём в 110 году в Кашмире прошёл Четвёртый буддийский собор.
При Канишке Кушанское царство достигло апогея своего развития, превратившись в крупную империю со столицей в Пешаваре (древнее название города — Пурушапура), включающую значительную часть Средней Азии (Бактрия и юго-восток Согдианы с Бухарой и Самаркандом), Ферганскую долину, часть Восточного Туркестана (бассейн Тарима, современный Синьцзян-Уйгурский автономный район КНР с Яркендом, Хотаном и Кашгаром), современные Афганистан и Пакистан, а также северную Индию. Империя Канишки процветала в военно-политическом, экономическом и духовном аспектах, будучи основным оплотом греко-буддизма. 
Канишка, происходивший из известной древним китайцам народности юэчжи, был правнуком основателя династии — Куджулы Кадфиза (Кадфиза I). Наряду с Ашокой и Менандром Канишку принято считать одним из величайших правителей, содействовавших буддизму (относительно вероисповедания самого Канишки ведутся дискуссии; вполне возможно, что он был зороастрийцем, а не собственно буддистом). На монетах времени Канишки попадаются изображения из индуистской, буддистской, греческой, зороастрийской и даже шумеро-эламитской мифологических традиций. Тем не менее, правление Канишки содействовало усилению позиций буддизма в Индийском субконтиненте и Центральной Азии. Благодаря ему утвердилась гандхарская традиция в греко-буддийском искусстве и архитектуре. 
При дворе Канишки прославился как мыслитель и поэт Ашвагхоша, автор «Буддачариты» (канонизированной биографии Будды Сиддхартхи Гаутамы Шакьямуни) и один из патриархов буддизма.
После Канишки трон унаследовал его сын Васишка.

## Образ в культуре
В честь великого кушанского царя был назван самолёт рейса 182 компании Air India (Торонто — Нью-Дели), взорванный 23 июня 1985 года над Атлантическим океаном у ирландского побережья. Во время террористического акта погибло 329 человек, в том числе 80 детей и 280 канадских граждан, и он был признан самым масштабным терактом в истории Канады.

## Галерея

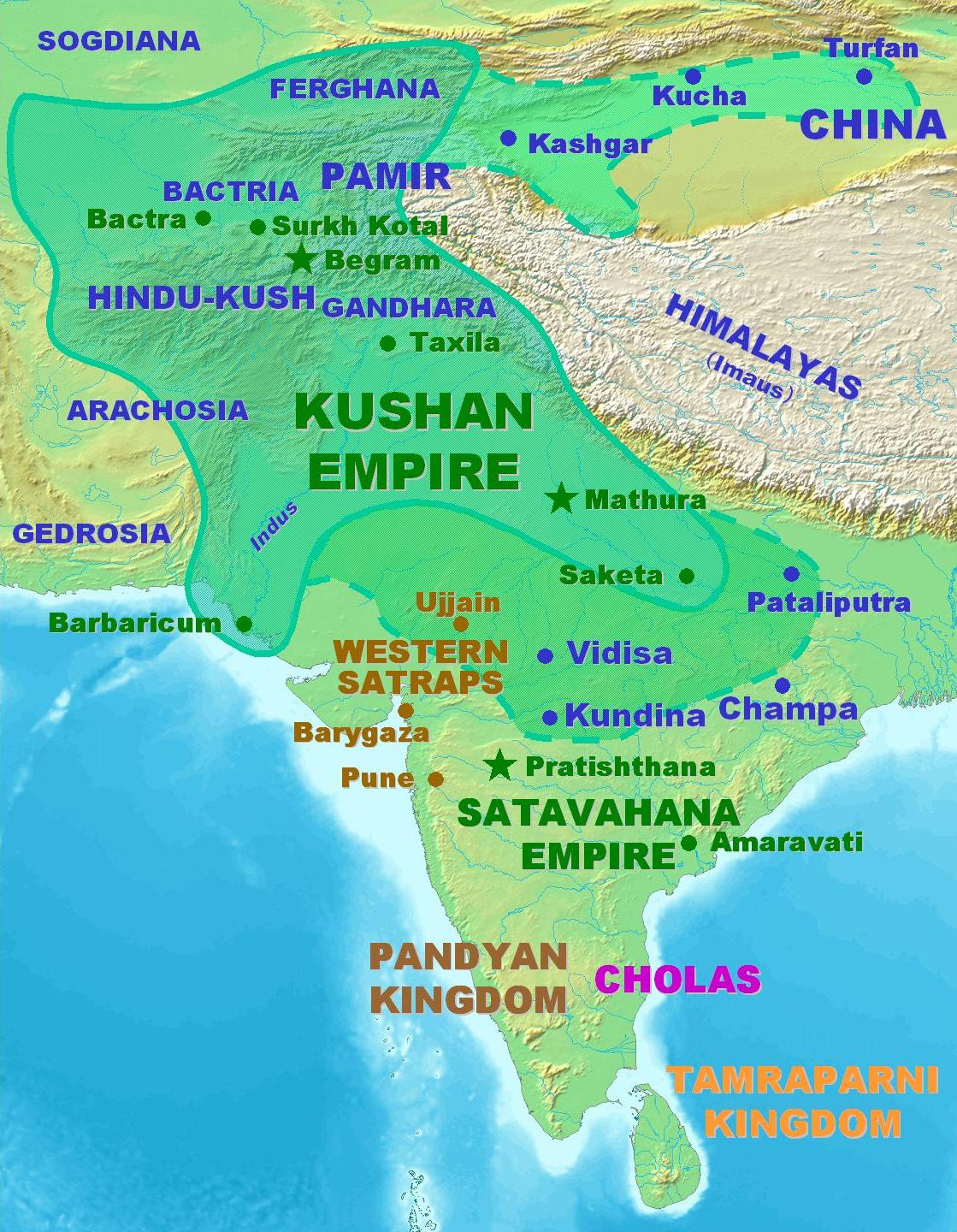
Кушанские территории (полная линия) и максимальная протяженность кушанских владений под Канишкой (пунктирная линия) согласно Рабатакской надписи[4].
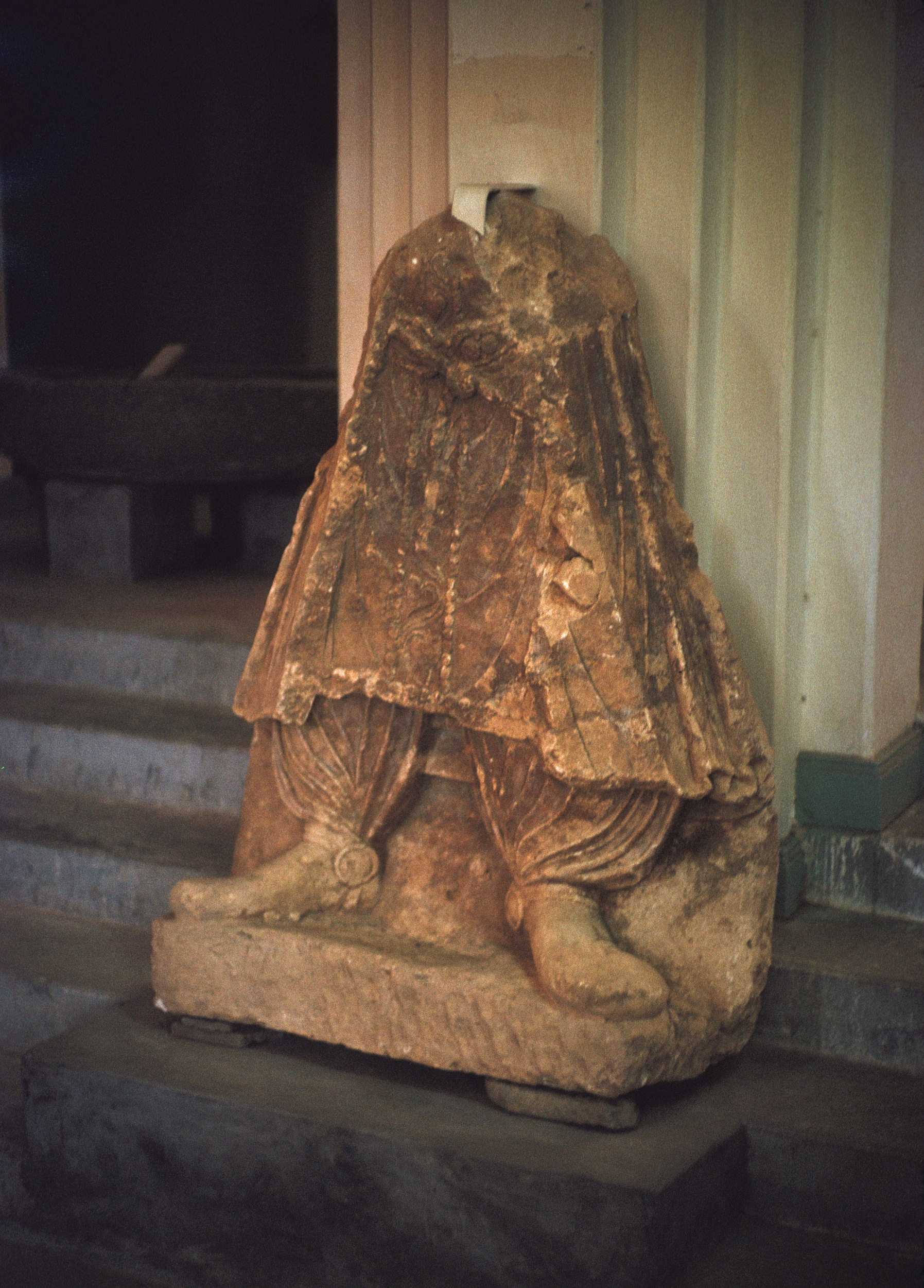
Вероятная статуя Канишки, Сурхкоталь, II век н. э. Кабульский музей[5].
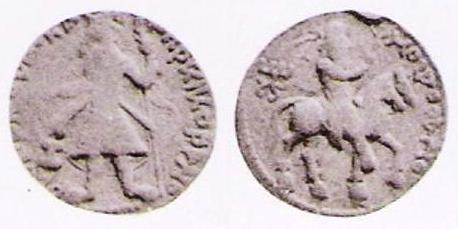
Канишка с божеством Моздоано
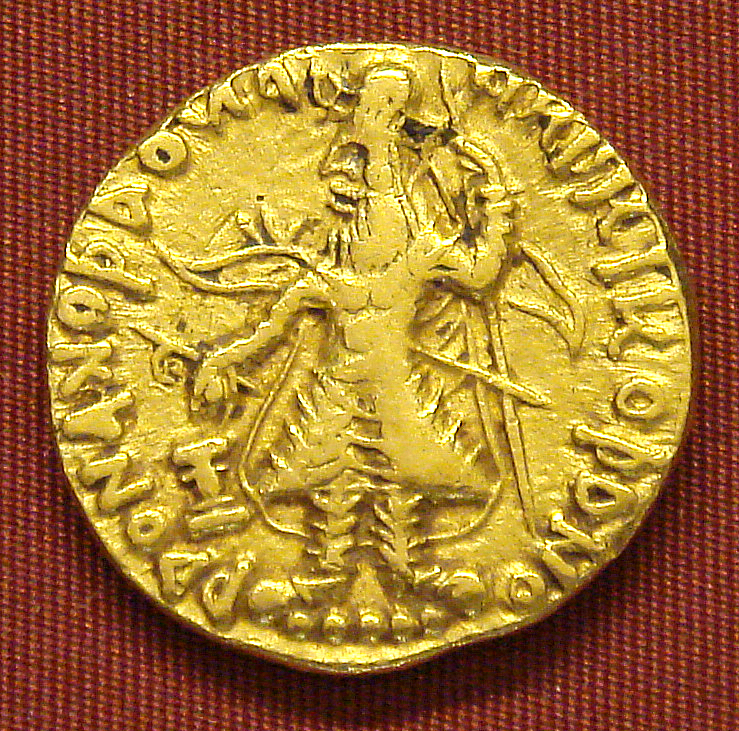
Монета Канишки
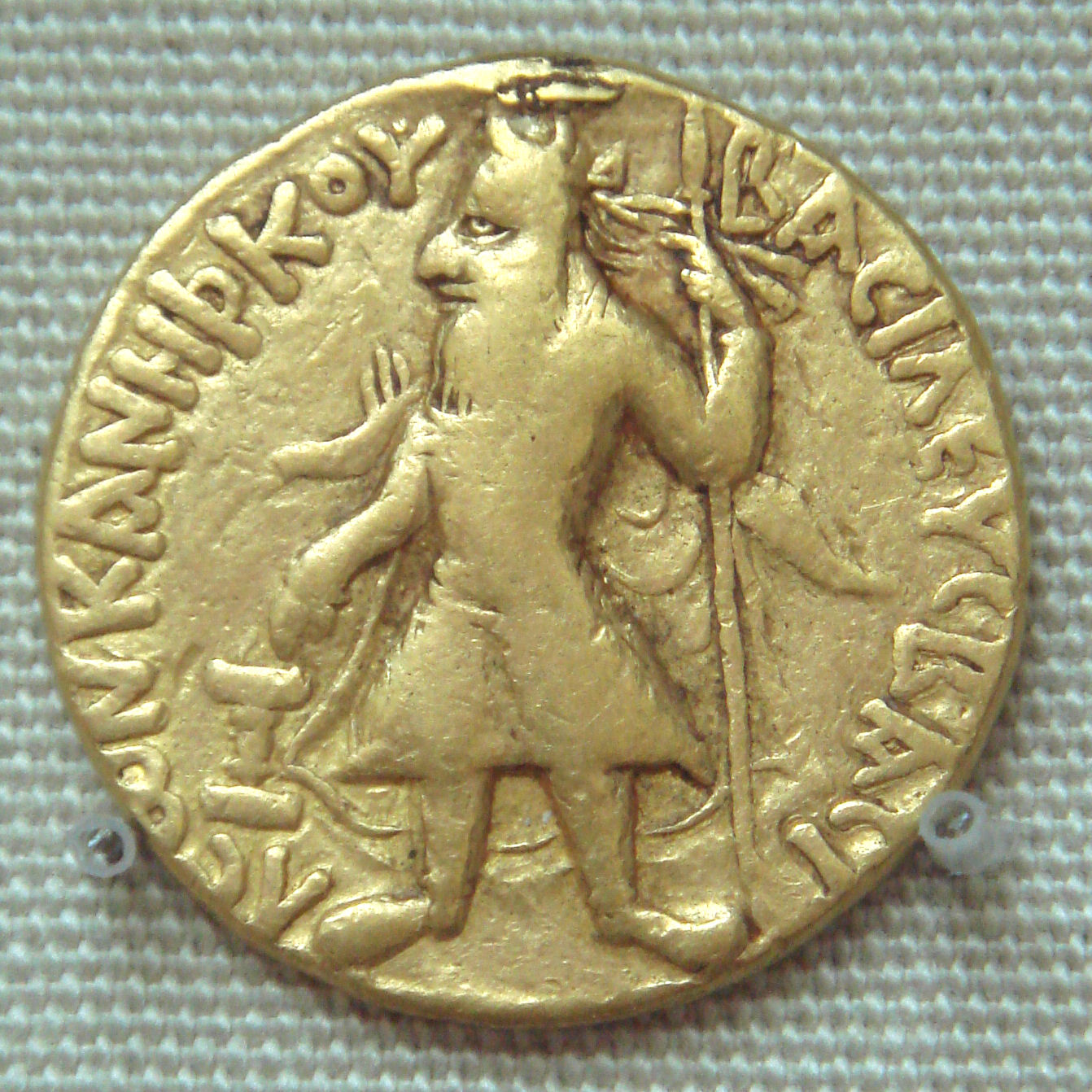
Монета Канишки, найденная в Ахин Поше
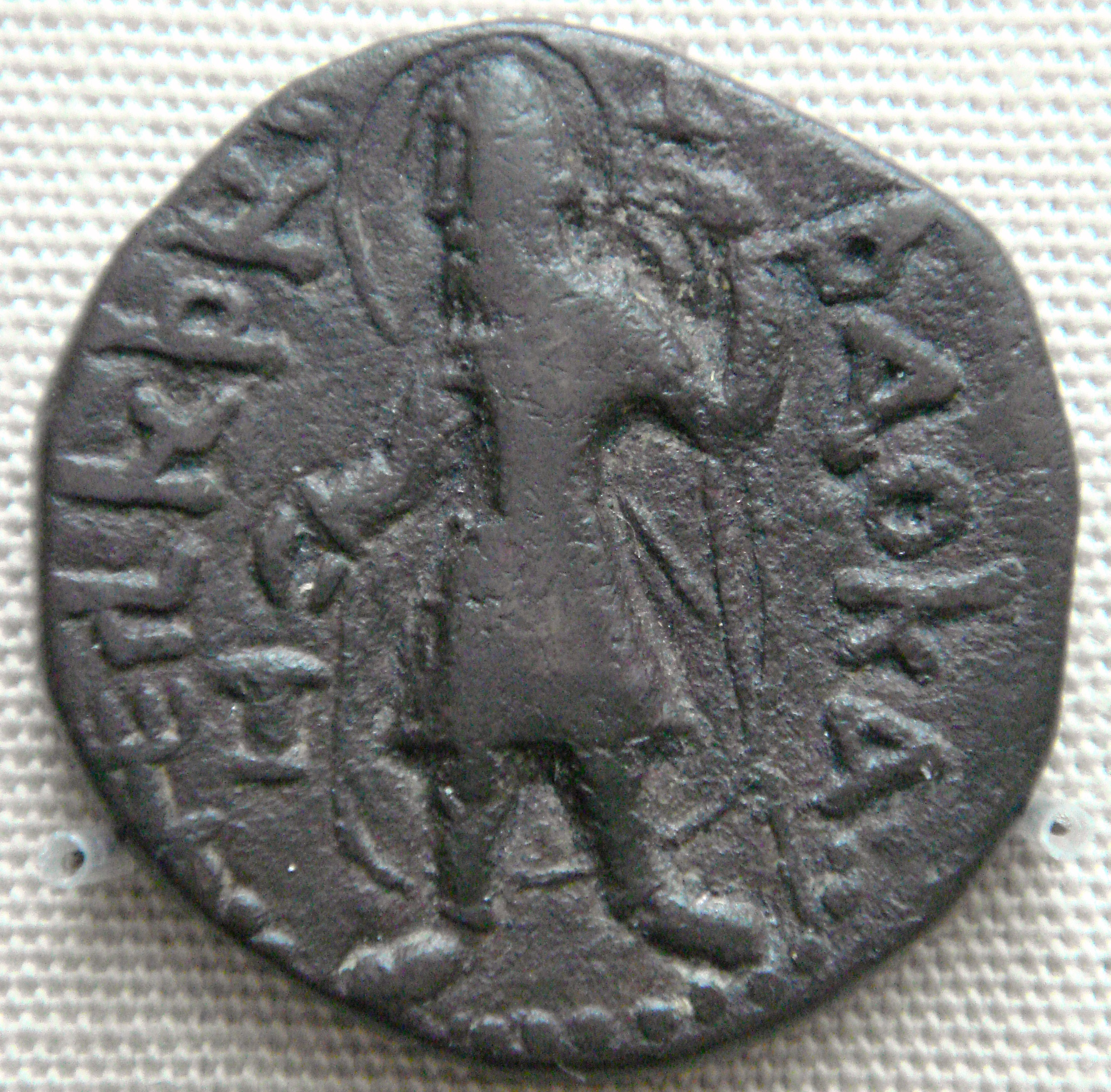
Бронзовая монета Канишки
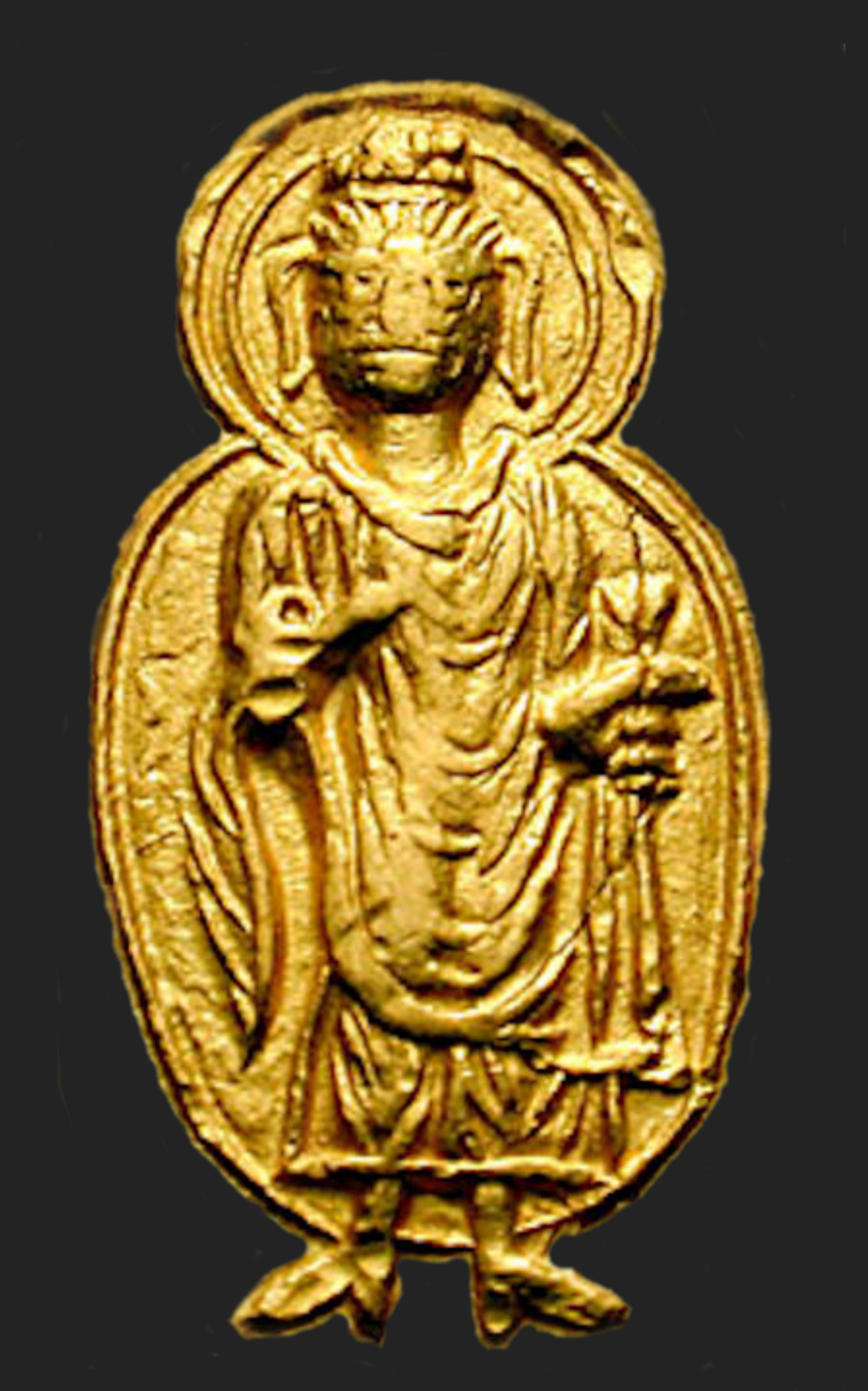
Изображение Будды в мандорле на чеканке Канишки. Мандорла обычно считается поздней эволюцией в искусстве Гандхары[6].
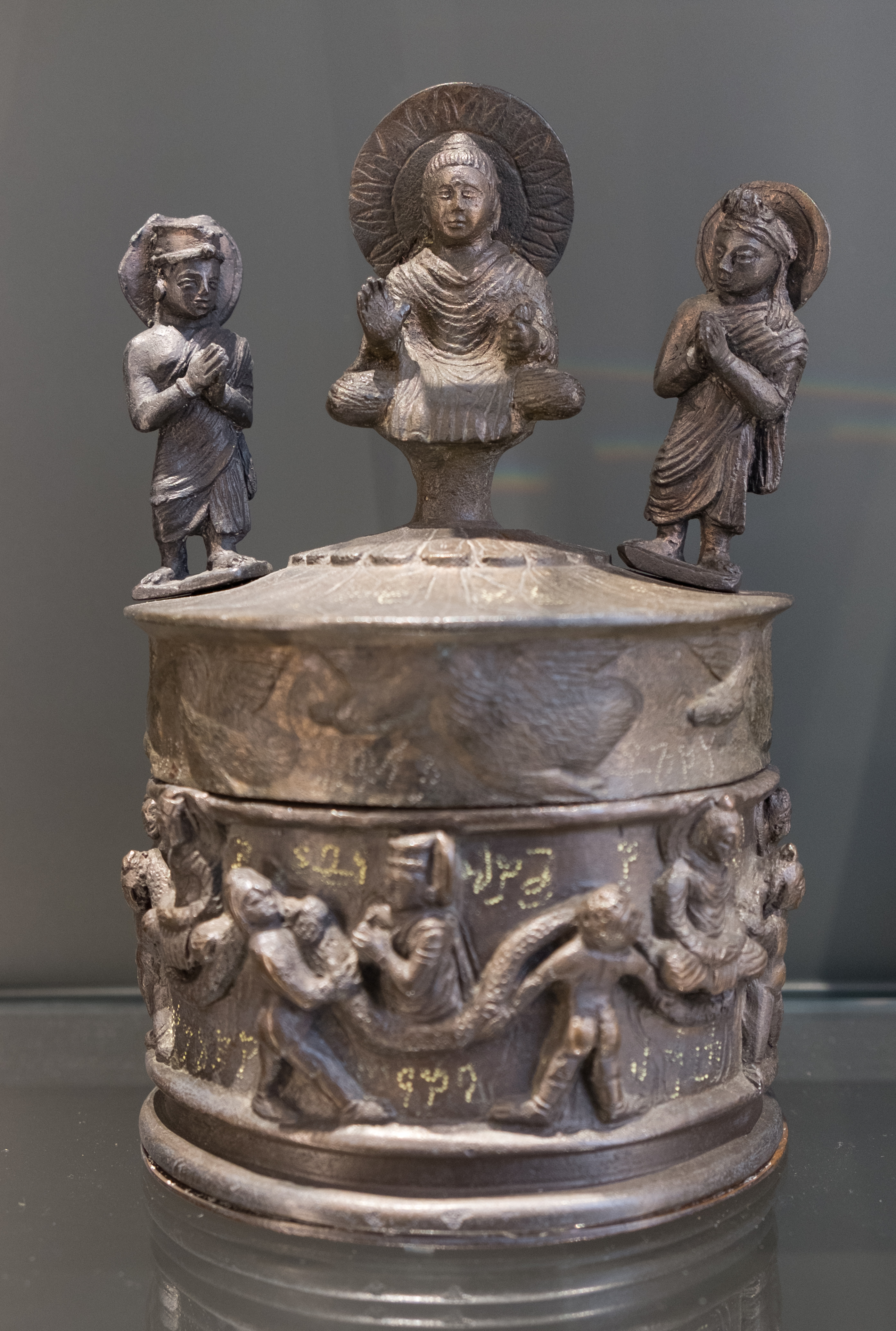
Шкатулка Канишки
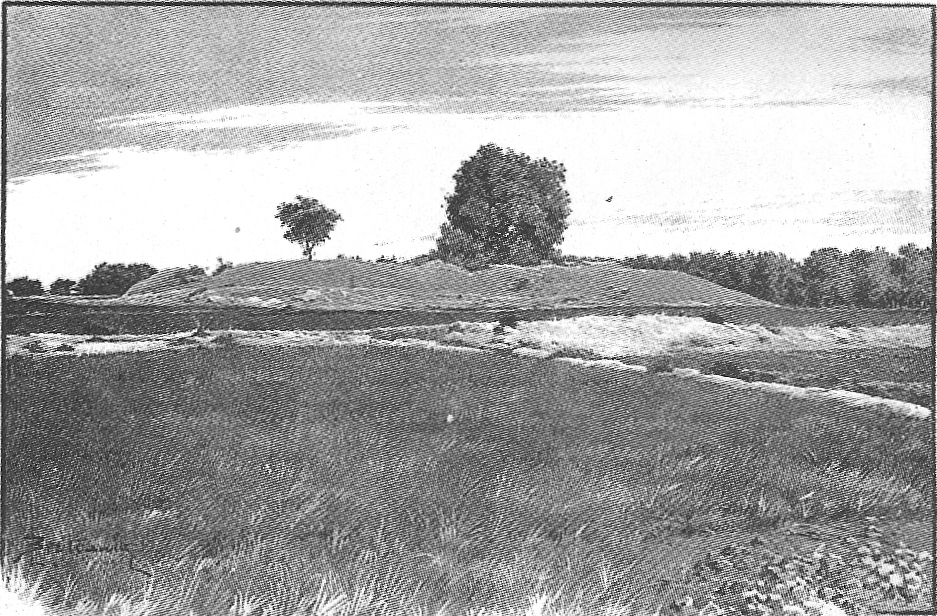
Остатки ступы Канишки
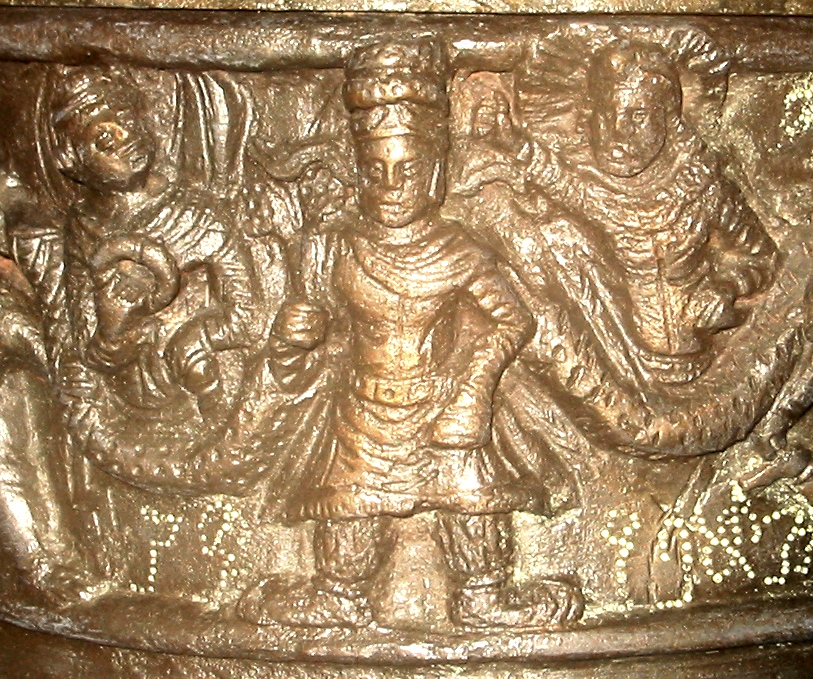
Канишка в окружении иранского Бога-Солнца и Бога-Луны (фрагмент)
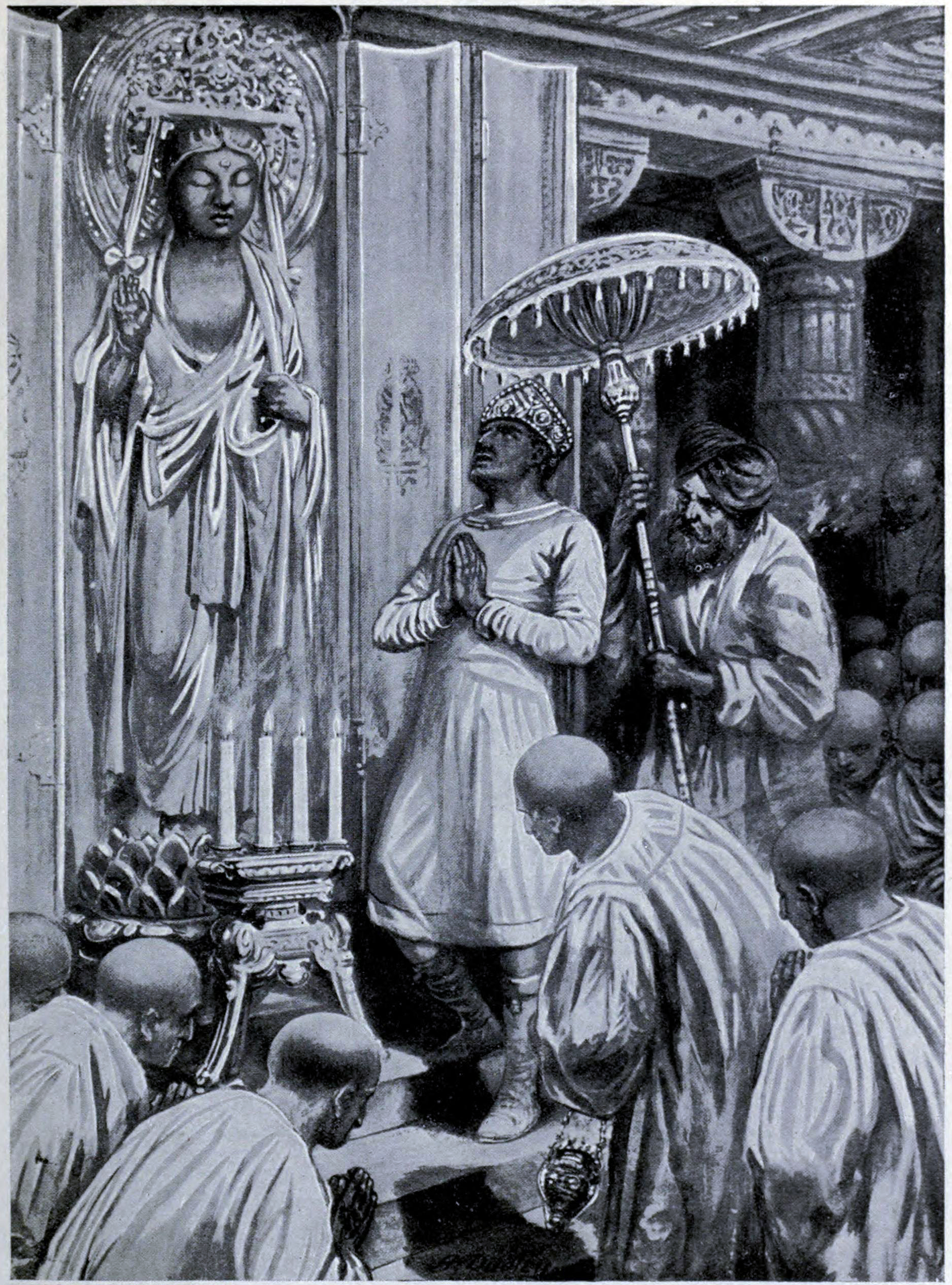
Канишка открывает буддизм Махаяны
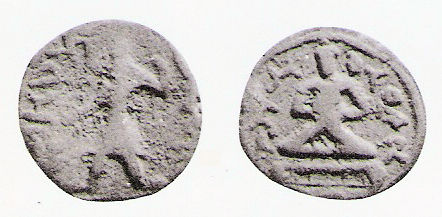
Монета Канишки с бодхисаттвой Майтрейей «Метраго Будо»